# Selima Sfar
Selima Sfar (arabisch سليمة صفر, DMG Salīma Ṣafar; * 8. Juli 1977 in Tunis) ist eine ehemalige tunesische Tennisspielerin.

## Karriere
Sfar, die im Alter von acht Jahren mit dem Tennissport begann, nahm 1996 und 2008 für Tunesien an den Olympischen Spielen teil. Von 1992 bis 2006 war sie auch Mitglied des tunesischen Fed-Cup-Teams, für das sie 65 Partien (41 Siege) bestritten hat.
In ihrer Karriere gewann Selima Sfar acht Einzel- und mit wechselnden Partnerinnen 18 Doppeltitel auf dem ITF Women’s Circuit. Ihre beste Platzierung in der Einzelweltrangliste erreichte die Tunesierin im Jahr 2001 mit Rang 75. Im Juli 2008 wurde sie in der Doppelweltrangliste auf Rang 47 notiert.

## Turniersiege

### Einzel
| Nr. | Datum          | Turnier     | Kategorie   | Belag     | Finalgegnerin      | Ergebnis        |
| --- | -------------- | ----------- | ----------- | --------- | ------------------ | --------------- |
| 1.  | Februar 1996   | Dinan       | ITF $10.000 | Sand      | Virginie Massart   | 6:4, 7:6        |
| 2.  | August 1996    | Karthago    | ITF $10.000 | Sand      | Marielle Bruens    | 7:5, 6:4        |
| 3.  | Dezember 1997  | Ismailia    | ITF $10.000 | Sand      | Tzipora Obziler    | 5:7, 7:5, 6:4   |
| 4.  | April 2000     | Bournemouth | ITF $10.000 | Sand      | Dragana Zarić      | 7:5, 6:2        |
| 5.  | September 2002 | Glasgow     | ITF $25.000 | Hartplatz | Anne Keothavong    | 7:65, 2:6, 7:68 |
| 6.  | November 2002  | Nottingham  | ITF $25.000 | Hartplatz | Lilia Osterloh     | 6:2, 6:2        |
| 7.  | Mai 2006       | Jounieh     | ITF $75.000 | Sand      | Nastassja Jakimawa | 6:4, 7:5        |
| 8.  | Mai 2007       | Jounieh     | ITF $75.000 | Sand      | Marija Korytzewa   | 6:2, 4:6, 7:63  |

### Doppel
| Nr. | Datum          | Turnier              | Kategorie     | Belag     | Partnerin             | Finalgegnerinnen                        | Ergebnis         |
| --- | -------------- | -------------------- | ------------- | --------- | --------------------- | --------------------------------------- | ---------------- |
| 1.  | April 1997     | Guimaraes            | ITF $10.000   | Hartplatz | Elodie Le Bescond     | Kildine Chevalier Jindra Gabrisova      | 6:4, 6:2         |
| 2.  | Dezember 1997  | Ismailia             | ITF $10.000   | Sand      | Berangere Karpenschif | Bianca Kamper Nicole Remis              | 6:3, 7:6         |
| 3.  | Juli 1998      | Valladolid           | ITF $25.000   | Hartplatz | Gisela Riera          | Rosa María Andrés Eva Bes               | 7:6, 7:6         |
| 4.  | Mai 1999       | Edinburgh            | ITF $50.000   | Sand      | Joanne Ward           | Surina De Beer Lorna Woodroffe          | 6:4, 6:2         |
| 5.  | August 1999    | Périgueux            | ITF $10.000   | Sand      | Joanne Ward           | Hanna-Katri Aalto Rika Fujiwara         | 6:4, 6:3         |
| 6.  | April 2000     | Bournemouth          | ITF $10.000   | Sand      | Lorna Woodroffe       | Hannah Collin Zsófia Gubacsi            | 6:1, 6:0         |
| 7.  | Mai 2000       | Hatfield             | ITF $10.000   | Sand      | Joanne Ward           | Zsófia Gubacsi Jasmin Wöhr              | 7:66, 6:2        |
| 8.  | April 2003     | Biarritz             | ITF $25.000   | Sand      | Lucie Ahl             | Julija Bejhelsymer Anna Saporoschanowa  | 6:1, 6:1         |
| 9.  | September 2004 | Bordeaux             | ITF $75.000   | Sand      | Stéphanie Cohen-Aloro | Erica Krauth Jasmin Wöhr                | 3:6, 6:3, 6:3    |
| 10. | Oktober 2004   | Saint-Raphaël        | ITF $50.000   | Hartplatz | Stéphanie Cohen-Aloro | Barbora Strýcová Galina Woskobojewa     | 7:63, 2:6, 6:4   |
| 11. | November 2004  | Sint-Katelijne-Waver | ITF $25.000   | Hartplatz | Virginie Pichet       | Eva Fislová Stanislava Hrozenská        | 6:1, 7:62        |
| 12. | November 2004  | Poitiers             | ITF $75.000   | Hartplatz | Stéphanie Cohen-Aloro | Gabriela Navrátilová Michaela Paštiková | 7:5, 6:4         |
| 13. | April 2005     | Biarritz             | ITF $25.000   | Sand      | Stéphanie Cohen-Aloro | Timea Bacsinszky Aurélie Védy           | 6:2, 6:1         |
| 14. | November 2005  | Deauville            | ITF $50.000   | Sand      | Stéphanie Cohen-Aloro | Aljona Bondarenko Kateryna Bondarenko   | 6:3, 6:1         |
| 15. | Juli 2009      | Petange              | ITF $75.000   | Sand      | Stéphanie Cohen-Aloro | Darija Jurak Kathrin Wörle              | 6:2, 3:6, [10:7] |
| 16. | Oktober 2009   | Joué-lès-Tours       | ITF $50.000   | Hartplatz | Youlia Fedossova      | Stéphanie Cohen-Aloro Aurélie Védy      | 4:6, 6:0, [10:8] |
| 17. | Februar 2010   | Biberach an der Riß  | ITF $50.000+H | Hartplatz | Stéphanie Cohen-Aloro | Mona Barthel Carmen Klaschka            | 5:7, 6:1, [10:5] |
| 18. | Januar 2011    | Grenoble             | ITF $25.000   | Hartplatz | Stéphanie Cohen-Aloro | Iryna Brémond Aurélie Védy              | 6:1, 6:3         |